# Loïc Perizzolo
Loïc Perizzolo est un coureur cycliste suisse, né le 20 octobre 1988 à Veyrier dans le canton de Genève. Spécialiste de la piste, il a notamment remporté le classement général de la coupe du monde d'omnium lors de la saison 2012-2013 et le championnat d'Europe de course à l'élimination en 2016.

## Biographie
En 2005, Loïc Perizzolo termine troisième du scratch aux championnats du monde juniors à Vienne. En 2006, avec Maxime Bally, il remporte à Dortmund une course de l'UIV Cup, la compétition junior des courses de six jours. En 2007, il se classe troisième du championnat d'Europe de course à l'américaine espoirs avec Bally. En 2010, il est avec Franco Marvulli champion de Suisse de l'américaine, après avoir obtenu plusieurs podiums les années précédentes. Lors de la Coupe du monde sur piste 2012-2013, il termine premier au classement général de l'omnium. Entre 2010 et 2017, il remporte au total huit titres nationaux sur piste.
En 2016, à Saint-Quentin-en-Yvelines, il est sacré champion d'Europe de la course par élimination.
En août 2019, il annonce son départ à la retraite de l'équipe nationale sur piste. Compte tenu des problèmes de santé de ces dernières saisons, il n'est plus en mesure de retrouver son niveau. Il annonce qu'il continue à disputer des courses sur la route et sur la piste, par passion.

## Palmarès sur piste

### Championnats du monde
- Vienne 2005 (juniors)
  -  Médaillé de bronze du scratch juniors
- Melbourne 2012
  - 11e de la poursuite par équipes
- Minsk 2013
  - 8e de la poursuite par équipes
  - 11e de l'omnium
- Hong Kong 2017
  - 6e de la poursuite par équipes[3]

### Coupe du monde
- 2011-2012
  - Classement général de l'américaine
  - 2e de l'américaine à Astana
  - 3e de l'américaine à Cali
- 2012-2013
  - Classement général de l'omnium
  - 2e de la poursuite par équipes à Aguascalientes
  - 3e de la poursuite par équipes à Cali
  - 3e de l'omnium à Cali
- 2013-2014
  - 2e de la poursuite par équipes à Guadalajara

### Championnats d'Europe
| Édition / Épreuve                | Poursuite par équipes | Scratch | Course à l'américaine      | Course à l'élimination |
| Cottbus 2007 (espoirs)           |                       |         | Bronze (avec Maxime Bally) |                        |
| Pruszkow 2008 (espoirs)          |                       |         | 6e                         |                        |
| Saint-Pétersbourg 2010 (espoirs) |                       | 4e      | 8e                         |                        |
| Apeldoorn 2011                   |                       |         | 9e                         |                        |
| Saint-Quentin-en-Yvelines 2016   |                       |         | 8e                         | Or                     |
| Berlin 2017                      | 7e                    |         |                            | 4e                     |
| Glasgow 2018                     |                       |         |                            | 4e                     |

### Championnats de Suisse
| - 2005 - 2e de l'omnium juniors - 2006 - Champion de Suisse de l'omnium juniors - 2007 - 2e de l'américaine - 3e du scratch - 2008 - 2e de l'américaine - 2009 - 2e de la poursuite par équipes - 2e de l'américaine - 2010 - Champion de Suisse de l'américaine (avec Franco Marvulli) - 3e du scratch - 2011 - 2e de l'américaine - 3e du scratch - 2012 - Champion de Suisse de poursuite par équipes - 2e de la course aux points - 2e de la poursuite - 2e du scratch | - 2013 - 2e de l'omnium - 2014 - Champion de Suisse de l'américaine (avec Frank Pasche) - 2015 - Champion de Suisse du scratch - Champion de Suisse de course par élimination - 3e du kilomètre - 3e de l'américaine - 2016 - Champion de Suisse du kilomètre - Champion de Suisse de course par élimination - 2e de l'américaine - 2017 - Champion de Suisse du scratch - 2018 - 2e de la course par élimination - 2021 - Champion de Suisse du scratch |

### Autres compétitions
- 2012
  - Trois Jours d'Aigle (avec Kilian Moser)
- 2014
  - Trois Jours de Genève (avec Morgan Kneisky)
- 2015
  - Trois Jours de Genève (avec Achim Burkart)
  - Grand prix de Saint-Denis
  - Grand Prix de Saint-Quentin-en-Yvelines (Avec Claudio Imhof)
- 2016
  - Tournée des 4 Pistes (avec Claudio Imhof)
  - 4 Jours de Genève (avec Achim Burkart)
  - Grand Prix de Saint-Quentin-en-Yvelines
  - Trofeo Car Anadìa (avec Frank Pasche)
- 2017
  - Tournée des 4 Pistes (avec Frank Pasche)
  - 4 Jours de Genève (avec Tristan Marguet)